# Старая Юмья (Татарстан)
Старая Юмья (удм. Вужгурт) — деревня в Кукморском районе Татарстана. Административный центр Ошторма-Юмьинского сельского поселения.

## География
Находится в северо-западной части Татарстана на расстоянии приблизительно 9 км на запад-юго-запад по прямой от районного центра города Кукмор у речки Ошторма.

## История
Основана удмуртами в конце XVII веке. В начале XX века в селе располагалось волостное правление и земская школа.

## Население
Постоянных жителей было: в 1782 году — 168 душ мужского пола в 1859—655, в 1897—754, в 1908—811, в 1920—944, в 1926—882, в 1938—581, в 1949—745, в 1958—711, в 1970—909, в 1979—767, в 1989—675, 684 в 2002 году (удмурты 99 %), 646 в 2010.